# Vicente Ulive-Schnell
Vicente Ulive-Schnell (Caracas, Venezuela, 1976) escritor, cineasta y filósofo venezolano. Es autor de varias novelas de ficción así como cuentos, artículos de opinión, cortometrajes y ensayos filosóficos. Sus trabajos han aparecido en periódicos y revistas electrónicas y en papel, y sus libros han sido editados en Venezuela y España.

## Biografía
Hijo del dramaturgo uruguayo-venezolano Ugo Ulive y de la médico y profesora universitaria Mercedes Schnell, Ulive-Schnell estuvo inmerso en un ambiente intelectual y bohemio desde temprana edad. Vivió en Londres cuando niño, mientras su madre completaba un segundo Ph.D., lugar donde se sumergió en la vasta cantera de libros escritos en inglés y se interesó por la literatura en esa lengua.
De regreso a Venezuela, siguió estudios de música y composición antes de inscribirse en la Escuela de Psicología de la Universidad Central de Venezuela. Cursó dos menciones (Psicología Clínica y Psicología Social), formó parte del Centro de Estudiantes y participó activamente en el grupo Léxicos, escribiendo artículos y ensayos para la revista estudiantil del mismo nombre y ayudando a organizar conferencias en 1999.
En 2001, decide continuar sus estudios superiores en París, Francia. Ahí se desempeña en todo tipo de empleo y comienza a formar parte de la bohemia nocturna parisina. Todas estas experiencias alimentaron su novela semiautobiográfica, Historias de un arrabal parisino y condujeron a un doctorado en Filosofía en el 2007 en la Universidad de París 8.
Historias de un arrabal parisino fue escrito originalmente en francés, pero el manejo burdo y rudimentario de la lengua gala decepcionaron al autor y lo llevaron a considerar engavetar el texto. Sin embargo, en 2006 el escritor y periodista español Xavier B. Fernández se ofreció a mostrárselo a la editorial independiente mexicana Resistencia que había publicado su novela “Kensington Gardens”. Para ello, el manuscrito debía estar en español, lo que llevó a Ulive-Schnell a encerrarse diez días en su apartamento y producir la traducción completa y reescrita del manuscrito.
Su obra Caracas cruzada fue rechazada por varias editoriales que criticaron el estilo oscuro, nihilista y asfixiante de los personajes, así que, su consumo casi compulsivo de sexo y drogas que enmascaraba "las cosas bonitas" (sic) que podían escribirse sobre la ciudad.
Vicente Ulive-Schnell ha expresado una gran preocupación por los vínculos entre el lenguaje y las imágenes y la capacidad de un escritor de manipular las palabras para crear ideas y cuadros que de otra manera no existirían en la cabeza del lector. 
Sus estudios en filosofía del lenguaje, su reivindicación temprana de Ludwig Wittgenstein (Anécdotas de la decadencia caraqueña) y su atención al papel de la música y lo musical en la narrativa forman una aproximación particular a la literatura y a los textos en general.

## Obra

### Novelas
- Vicente Ulive-Schnell (2004). Anécdotas de la decadencia caraqueña[2]. C4A ediciones. ISBN 978-980-12-0633-0.
- Vicente Ulive-Schnell (2006). Caracas cruzada: el solfeo de Caracas[2][3]. Fundación Editorial Perro y Rana. p. 183. ISBN 978-98-03963-72-9.
- Vicente Ulive-Schnell (2006). Historias de un arrabal parisino[2]. IDEA Ediciones. ISBN 978-84-96740-82-2.
- Vicente Ulive-Schnell (14 de junio de 2024). Les Poissons de Caracas (en francés). Éditions Métagraphes.[4]

### Artículos de opinión
Entre 2002 y 2004, Ulive-Schnell participó en diversas publicaciones en papel y electrónicas. Igualmente escribió desordenadamente en muchas revista tipo ezine como Analítica digital y Panfleto Negro.
En 2004 fue contactado por el editor de El Nuevo Cojo Ilustrado para pasar a formar parte de la plantilla de escritores de la revista. Hasta 2006 publicó regularmente artículos de opinión sobre política, cine y relatos en primera persona en ese espacio. A partir de ese año concentra todos sus escritos en su blog, algunos de los cuales aparecen igualmente en revistas impresas (Exo-2 magacín) y en ezines (Panfleto Negro)